# Kham-Magar-Chepang-Sunwari jezici
Kham-Magar-Chepang-Sunwari jezici, jedna od tri uže skupine mahakirantskih jezika, šira himalajska skupina, sinotibetska porodica. Rašireni su na području Nepala, a sastoje se od četiri uže podskupine, to su: chepang, magar, kham i sunwari. Obuhvaća 12 jezika, prema ranijim klasifikacijama pripadali su joj i kusunda [kgg], koji se danas vodi kao izoliran, i maikoti kham s identifikatorom [zkm], koji je povučen iz upotrebe, a danas se vodi kao dijalekt jezika zapadni parbate kham.
a. chepang (4): bujhyal, chepang, wayu; Danas se klasificira kao izolirani jezik: kusunda
b. kham (4): gamale kham, sheshi kham), istočni parbate kham i zapadni parbate kham;
c. magar (3):  istočni magar, zapadni magar, raji;
d. sunwari (2): bahing, sunwar.

## Vanjske poveznice
- Ethnologue (14th)
- Ethnologue (15th)